# Jennie Lee (actrice américaine)
Pour les articles homonymes, voir Jennie Lee.
Mary Jane Lee (4 septembre 1848 - 5 août 1925), nom de scène Jennie Lee est une actrice américaine de théâtre et du cinéma muet.
Elle apparaît dans 61 films, entre 1912 et 1924, travaillant surtout dans des rôles des réalisateurs John Ford et D. W. Griffith. Elle commence sa carrière, au théâtre, à l'âge de neuf ans et a ensuite accompagné des acteurs tels que John Edward McCullough (en), Joseph Jefferson, Edwin Booth et Helena Modjeska.
Elle et son mari, l'acteur William Courtright, ont joué ensemble dans l'Intolérance de Griffith (1916).
Incontestablement, le rôle le plus célèbre de Jennie Lee est celui de la servante Mammy (en) dans Naissance d'une nation (1915), un rôle grimé en blackface.

## Filmographie (sélection)
- 1913 : The Mothering Heart de D. W. Griffith
- 1913 : The Sorrowful Shore (en) de D. W. Griffith
- 1913 : Two Men of the Desert (en) de D. W. Griffith
- 1913 : Pendant la bataille (The Battle at Elderbush Gulch) de D. W. Griffith
- 1913 : The Yaqui Cur (en)
- 1913 : Almost a Wild Man (en)
- 1914 : Brute Force de D. W. Griffith
- 1914 : Judith de Béthulie (Judith of Bethulia) de D. W. Griffith
- 1915 : Naissance d'une nation (The Birth of a Nation) de D. W. Griffith

- 1915 : The Old Chemist

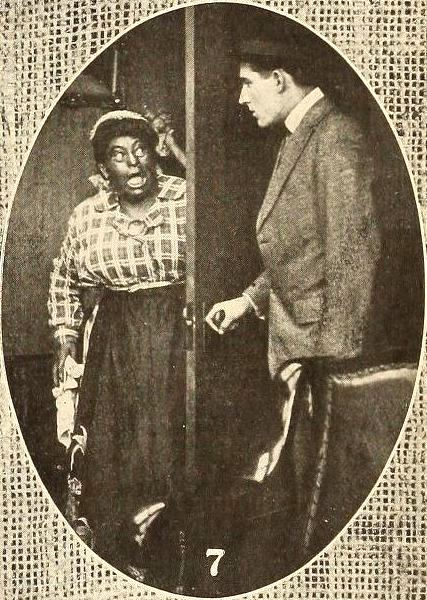
Jennie Lee, à gauche, dans le film The Old Chemist (1915).

- 1915 : The Slave Girl de Tod Browning
- 1915 : Her Shattered Idol de John B. O'Brien
- 1916 : A Child of the Paris Streets
- 1916 : An Innocent Magdalene d'Allan Dwan
- 1916 : Pillars of Society de Raoul Walsh
- 1916 : Intolérance de D. W. Griffith
- 1916 : The Little Liar
- 1916 : The Children Pay (en) de Lloyd Ingraham
- 1917 : Nina, the Flower Girl (en) de Lloyd Ingraham
- 1917 : Stagestruck d'Edward Morrissey
- 1917 : A Woman's Awakening
- 1917 : Her Official Fathers d'Elmer Clifton et Joseph Henabery
- 1917 : Souls Triumphant de John B. O'Brien
- 1917 : Madame Bo-Peep
- 1917 : The Innocent Sinner de Raoul Walsh
- 1917 : The Clever Mrs. Carfax (en) de Donald Crisp
- 1918 : Sandy (en) de George Melford
- 1919 : La Vengeance de Black Billy (Riders of Vengeance) de John Ford
- 1919 : Les Caprices de la fortune (Bill Henry) de Jerome Storm
- 1919 : Black Billy au Canada  (Rider of the Law) de John Ford
- 1920 : The Secret Gift
- 1921 : Un homme libre (The Big Punch) de John Ford
- 1921 : One Man in a Million de George Beban
- 1923 : Le Pionnier de la baie d'Hudson (North of Hudson Bay) de John Ford
- 1924 : Young Ideas (en) de Robert F. Hill
- 1924 : Les Cœurs de chêne (Hearts of Oak) de John Ford

## Source de la traduction
- (en) Cet article est partiellement ou en totalité issu de l’article de Wikipédia en anglais intitulé « Jennie Lee (American actress) » (voir la liste des auteurs).